# Cyclosorus goedenii
Cyclosorus goedenii är en kärrbräkenväxtart som först beskrevs av Eduard Rosenstock, och fick sitt nu gällande namn av Alexander Curt Brade. Cyclosorus goedenii ingår i släktet Cyclosorus och familjen Thelypteridaceae. Inga underarter finns listade.